# Cândido José de Campos Ferraz

Armas do barão de Porto Feliz.

Cândido José de Campos Ferraz, primeiro e único Barão de Porto Feliz, (Campinas, 25 de outubro de 1830 – Rio Claro, 12 de dezembro de 1880), foi fazendeiro e político brasileiro, tendo sido líder do Partido Conservador na região de Limeira, São Paulo. Fundou a colônia agrícola de Boa Vista.
Filho de José Ferraz de Campos, Barão de Cascalho, e de Umbelina de Camargo, tendo tido como irmão o Barão de Monte-mor. Casou-se, em 1860, em Porto Feliz, com Francisca Dias de Toledo (Porto Feliz, 1844 — São Paulo, 4 de dezembro de 1879), filha do capitão Antônio Dias de Toledo e de Maria Miquelina da Assunção. O casal teve quatro filhos, a saber:
1. Marcolina Ferraz de Campos Jaguaribe (Rio Claro, 2 de dezembro de 1861 — Parangaba, 18 de agosto de 1881[1]), primeira esposa de Domingos José Nogueira Jaguaribe Filho;
2. Belmira Ferraz de Campos (Rio Claro, 10 de novembro de 1863 — Rio de Janeiro, 10 de outubro de 1954), casada, primeiramente, com seu primo José Ferraz de Assis Negreiros e, em segundas núpcias, com Fábio Pires Ramos, cônsul do Brasil em diversos países, de quem também enviuvou;
3. Cândida Ferraz de Campos (Limeira, 19 de janeiro de 1869 — Rio de Janeiro, 3 de dezembro de 1925), esposa do Dr. Ângelo Pires Ramos, juiz de direito, irmão do cônsul Fábio Ramos;
4. Zulmiro Ferraz de Campos (Rio Claro, 26 de junho de 1870 — São Paulo, 5 de agosto de 1960), advogado e professor do Colégio Universitário da Universidade de São Paulo[2].

Em 6 de novembro de 1867, o imperador D. Pedro II concedeu o título de Barão de Porto Feliz a Cândido José de Campos Ferraz. A entrega da distinção nobiliárquica ocorreu em 6 de fevereiro de 1868, data em que recebeu oficialmente o título das mãos do monarca e em que seu brasão foi registrado junto ao Cartório da Nobreza da Província de São Paulo.

Em 1873, o Barão de Porto Feliz foi um dos primeiros fazendeiros a trazer colonos suíços para desenvolver o trabalho da lavoura em sua fazenda.